# 小県郡
- 令制国一覧 > 東山道 > 信濃国 > 小県郡
- 日本 > 中部地方 > 長野県 > 小県郡

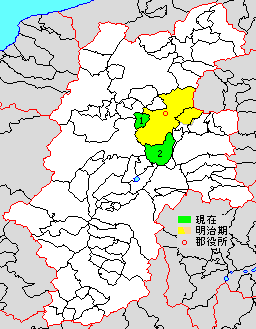
長野県小県郡の範囲（1.青木村 2.長和町）

小県郡（ちいさがたぐん）は、長野県（信濃国）の郡。
人口9,044人、面積240.96km²、人口密度37.5人/km²。（2025年3月1日、推計人口）
以下の1町1村を含む。
- 青木村（あおきむら）
- 長和町（ながわまち）

## 郡域

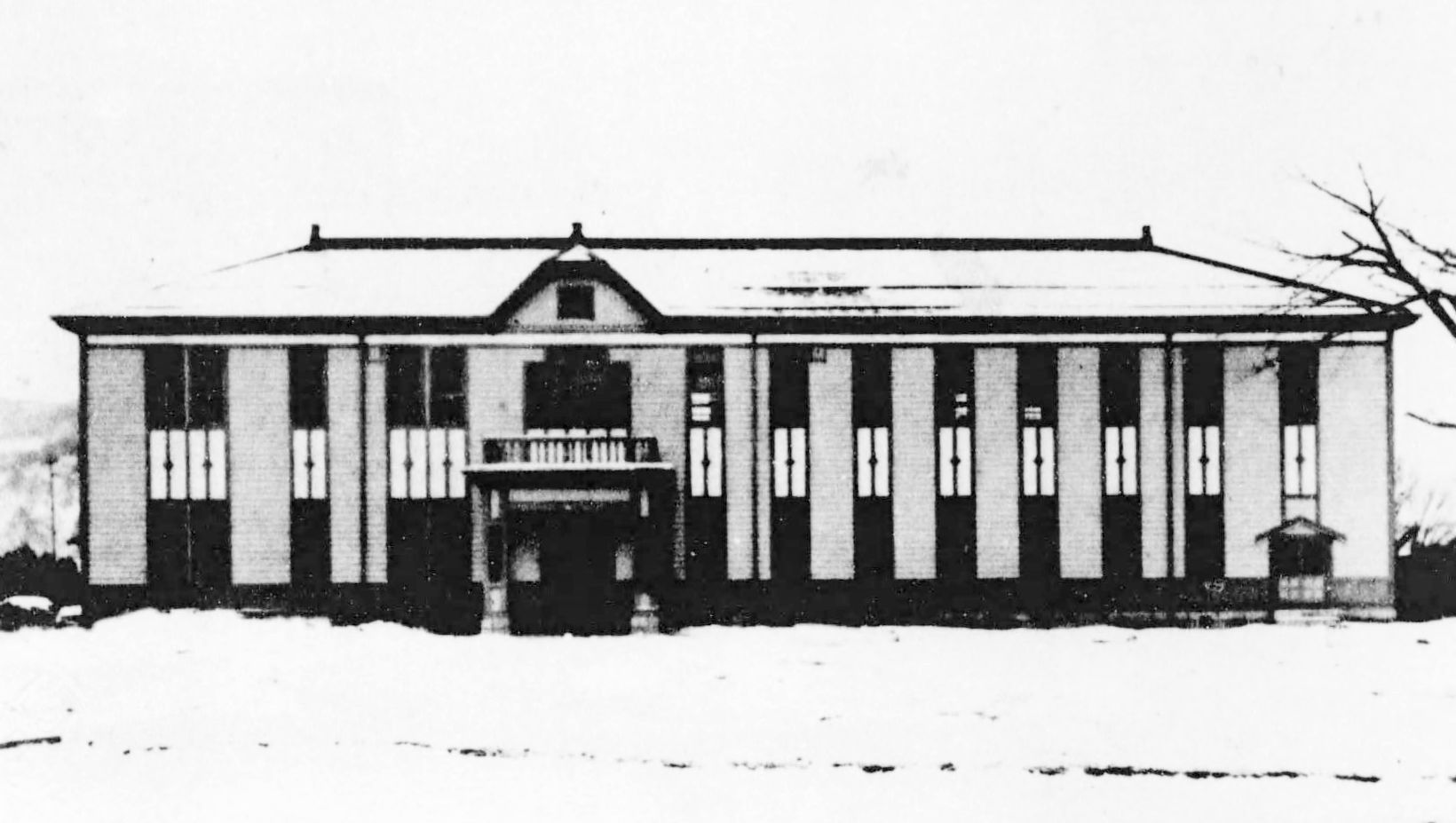
小県郡役所（1923年2月撮影）

1879年（明治12年）に行政区画として発足した当時の郡域は、上記1町1村のほか、下記の区域にあたる。
- 上田市
- 東御市の一部（概ね千曲川以北）
- 小諸市の一部（滋野甲）

## 歴史

### 古代
小県郡の名は、正倉院の芥子袋に「信濃国少〔ママ〕県郡芥子壹㪷　天平十三年十月」とあるのが史料上の初出とされる。

#### 郷
和名類聚抄に見える郷名は童女、山家、須波、跡部、安宗、福田、海部、余部と記述されている。

#### 式内社
『延喜式』神名帳に記される郡内の式内社。
| 神名帳                     | 神名帳           | 神名帳   | 神名帳 | 比定社       | 比定社             | 比定社 | 集成 |
| 社名                       | 読み             | 格       | 付記   | 社名         | 所在地             | 備考   | 集成 |
| -------------------------- | ---------------- | -------- | ------ | ------------ | ------------------ | ------ | ---- |
| 小県郡 5座（大2座・小3座） |                  |          |        |              |                    |        |      |
| 生島足島神社 二座          | イクシマタルシマ | 並名神大 |        | 生島足島神社 | 長野県上田市下之郷 |        |      |
| 山家神社                   | ヤマイヘ ヤマカ  | 小       |        |              |                    |        |      |
| 塩野神社                   | シホノノ         | 小       |        |              |                    |        |      |
| 子檀嶺神社                 | コマユミノノ     | 小       |        |              |                    |        |      |
| 凡例を表示                 |                  |          |        |              |                    |        |      |

### 近世以降の沿革
- 「旧高旧領取調帳」に記載されている明治初年時点での支配は以下の通り。幕府領は中之条代官所が管轄。○は村内に寺社除地[注 1] が存在。（5町153村）

| 知行         | 知行             | 村数      | 村名 |
| ------------ | ---------------- | --------- | --- |
| 幕府領       | 幕府領           | 2町 9村   | ○尾野山村、○腰越村、○辰口村、○大門村、○和子村、○荻窪村、○高梨村、○平井村、○和田村、○長窪古町、○長久保新町 |
| 幕府領       | 旗本領           | 2町 18村  | 新張村、別府村、新屋村（現・東御市）、棗田村、長坂村、三分村、祢津西町、祢津東町、姫子沢村、金井村、原口村、加沢田村、矢沢村、下郷村、赤坂村、岩清水村、小井田村、森村、漆戸村、出場新田村 |
| 藩領         | 信濃上田藩       | 1町 105村 | 小牧村、諏訪形村、御所村、本海野村、中之条村、下之条村、上田原村、筑地村、福田村、中吉田村、下吉田村、小泉村、下室賀村、上室賀村、仁古田村、岡村、馬越村、当郷、村松郷、入田沢村、奈良本村、沓掛村、夫神村、殿戸村、越戸村、舞田村、八木沢村、別所村、野倉村、山田村、手塚村、東前山村、西前山村、十人村、本郷、中野村、保屋村、神畑村、小島村、五加村、下之郷、平井寺村、加沢村、下塩尻村、上塩尻村、秋和村、生塚村、西脇村、鎌原村、房山村、常田村（現・上田市）、踏入村、国分寺村、下青木村、岩門村、染屋村、大久保村、笹井村、野竹村、横尾村、岩下村、大屋村、田沢村（現・東御市）、深井村、吉田村、海善寺村、諏訪部村、山口村、伊勢山村、長島村、金剛寺村、新屋村（現・上田市）、黒坪村、堀村、上沢村、田中村、常田村、中曽根村、栗林村、上青木村、久保林村、上原村、中原村、下原村、真田村、横沢村、大日向村、曲尾村、軽井沢村、上洗馬村、中村、中挟村、奈良尾村、町屋村、石神村、鈴子村、柳沢村、沖村、鳥屋村、下武石村、上武石村、下本入村、上本入村、小沢根村、余里村、○上田町 |
| 藩領         | 信濃小諸藩       | 14村      | 石井村、下丸子村、桜井村、大石村、○井子村、○芝生田村、○藤原田村、○狐塚村、○坂井村、○南方村、糠地村、赤岩村、中屋敷村、片羽村 |
| 藩領         | 信濃岩村田藩     | 3村       | ○御岳堂村、○飯沼村、○上丸子村 |
| 藩領         | 小諸藩・岩村田藩 | 1村       | ○中丸子村 |
| 幕府領・藩領 | 旗本領・上田藩   | 2村       | 東上田村、林之郷 |
| 幕府領・藩領 | 幕府領・小諸藩   | 1村       | ○長瀬村 |

- 慶応4年2月17日（1868年3月10日） - 幕府領が名古屋藩の管轄となる。
- 明治2年
  - 2月30日（1869年4月11日） - 幕府領が伊那県の管轄となる。
  - このころ旗本領が伊那県の管轄となる。
- 明治3年9月17日（1870年10月11日） - 伊那県の管轄区域が中野県の管轄となる。
- 明治4年
  - 6月22日（1871年8月8日） - 中野県が改称して長野県となる。
  - 7月14日（1871年8月29日） - 廃藩置県により藩領が上田県、小諸県、岩村田県の管轄となる。
  - 11月20日（1871年12月31日） - 第1次府県統合により全域が長野県の管轄となる。
- 明治5年（1872年）5月 - 堀村・国分寺村・上沢村・黒坪村が合併して国分村となる。（5町150村）
- 明治7年（1874年）（5町143村）
  - 11月
    - 23日 - 加沢田村が加沢村に合併。
    - 奈良尾村・町屋村が合併して富士山村となる。
    - 棗田村が改称して夏目田村となる。

  - 12月 - 東前山村・西前山村が合併して前山村となる。
  - 上洗馬村・軽井沢村・曲尾村が合併して傍陽村となる。
  - 上原村・中原村・下原村が合併して本原村となる。
- 明治8年（1875年）（5町129村） 
  - 小井田村・森村・中吉田村・下吉田村が合併して芳田村となる。
  - 入田沢村・中村・中挟村が合併し田沢村（現・青木村）となる。
  - 大久保村・金剛寺村・長島村が合併して住吉村となる。
  - 石神村・鈴子村・平井寺村・柳沢村が合併して古安曽村となる。
  - 石井村・狐塚村・坂井村・南方村が合併して塩川村となる。
  - 金井村・出場新田村が合併して鞍掛村となる。
- 明治9年（1876年）（5町90村） 
  - 4月 - 赤坂村・岩清水村・下郷村・矢沢村が合併して殿城村となる。
  - 5月 
    - 30日 - 東上田村・三分村・田沢村・栗林村・中曽根村・深井村が合併して和村となる。
    - 加沢村・常田村（現・東御市）・長坂村・夏目田村・田中村・本海野村・海善寺村が合併して県村となる。
    - 上青木村・下青木村・久保林村が合併して蒼久保村となる。
    - 真田村・横尾村・横沢村・大日向村が合併して長村となる。
    - 房山村・山口村が上田町に合併。

  - 6月12日 - 常田村（現・上田市）・踏入村が合併して常入村となる。
  - 8月 - 高梨村・平井村が合併して西内村となる。
  - 荻窪村・和子村・辰口村が合併して東内村となる。
  - 生塚村・鎌原村・諏訪部村・西脇村・新町[注 12] が合併して常磐城村となる。
  - 飯沼村・尾野山村が合併して生田村となる。
  - 伊勢山村・新屋村（現・上田市）が合併して上野村となる。
  - 糠地村・井子村・芝生田村・赤岩村・原口村・別府村・中屋敷村・片羽村・大石村・桜井村が合併して滋野村となる。
- 明治10年（1877年）3月 - 岩門村・笹井村・染屋村・野竹村が合併して古里村となる。（5町87村）
- 明治12年（1879年）1月4日 - 郡区町村編制法の長野県での施行により、行政区画としての小県郡が発足。郡役所が上田町に設置。
- 明治13年（1880年）8月 - 手塚村の一部が分立して新町となる。（6町87村）
- 明治15年（1882年）（7町87村）
  - 10月20日 - 馬越村が改称して浦野町となる。
  - 西内村の一部が分立して平井村となる。
- 明治16年（1883年）（7町92村）
  - 1月26日 - 県村の一部が分立して加沢村・海善寺村となる。
  - 7月23日 - 県村の一部が分立して本海野村・田中村・常田村（現・東御市）となる。

### 町村制以降の沿革

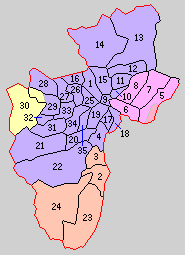
1.上田町 2.長久保新町 3.長窪古町 4.丸子村 5.滋野村 6.県村 7.祢津村 8.和村 9.神川村 10.豊里村 11.殿城村 12.本原村 13.長村 14.傍陽村 15.神科村 16.塩尻村 17.長瀬村 18.塩川村 19.依田村 20.東内村 21.西内村 22.武石村 23.大門村 24.和田村 25.城下村 26.川辺村 27.泉田村 28.室賀村 29.浦里村 30.青木村 31.西塩田村 32.別所村 33.中塩田村 34.東塩田村 35.富士山村（紫：上田市 桃：東御市 赤：小諸市 橙：長和町 黄：青木村）

- 明治22年（1889年）4月1日 - 町村制の施行により、以下の町村が発足。特記以外は現・上田市。（3町32村）
  - 上田町 ← 上田町［山口・金井・蛇沢を除く］、常磐城村、常入村
  - 長久保新町、長窪古町（それぞれ単独町制。現・長和町）
  - 滋野村（単独村制、現・東御市）
  - 県村 ← 田中村、常田村、加沢村、県村、本海野村（現・東御市）
  - 祢津村 ← 祢津東町、祢津西町、姫子沢村、新屋村、鞍掛村、新張村（現・東御市）
  - 和村 ← 海善寺村、和村（現・東御市）
  - 神川村 ← 大屋村、岩下村、蒼久保村、国分村
  - 豊里村 ← 芳田村、林之郷
  - 殿城村 ← 殿城村、漆戸村
  - 本原村、長村、傍陽村（それぞれ単独村制）
  - 神科村 ← 古里村、住吉村、上野村、上田町［山口・金井・蛇沢］
  - 塩尻村 ← 上塩尻村、下塩尻村、秋和村
  - 長瀬村（単独村制）
  - 塩川村 ← 塩川村、藤原田村
  - 依田村 ← 生田村、御岳堂村
  - 西内村 ← 平井村、西内村
  - 東内村（単独村制）
  - 丸子村 ← 上丸子村、中丸子村、下丸子村、腰越村
  - 武石村 ← 上武石村、下武石村、沖村、鳥屋村、上本入村、下本入村、余里村、小沢根村
  - 大門村（単独村制）
  - 和田村（単独村制、現・長和町）
  - 城下村 ← 中之条村、御所村、諏訪形村、小牧村
  - 川辺村 ← 下之条村、上田原村、神畑村、築地村
  - 泉田村 ← 小泉村、吉田村、福田村
  - 室賀村 ← 上室賀村、下室賀村
  - 浦里村 ← 浦野村、岡村、仁古田村、越戸村（現・上田市）、当郷（現・青木村）
  - 青木村 ← 奈良本村、沓掛村、夫神村、殿戸村、村松郷、田沢村（現存）
  - 西塩田村 ← 山田村、野倉村、手塚村、十人村、新町、前山村
  - 別所村（単独村制）
  - 中塩田村 ← 五加村、本郷、中野村、小島村、保屋村、舞田村、八木沢村
  - 東塩田村 ← 下之郷、古安曽村
  - 富士山村（単独村制）
- 明治24年（1891年）4月1日 - 郡制を施行。
- 大正元年（1912年）10月30日 - 丸子村が町制施行して丸子町となる。（4町31村）
- 大正8年（1919年）5月1日 - 上田町が市制施行して上田市が発足し、郡より離脱。（3町31村）
- 大正10年（1921年）9月10日 - 城下村が上田市に編入。（3町30村）
- 大正12年（1923年）4月1日 - 郡会が廃止。郡役所は存続。
- 大正15年（1926年）7月1日 - 郡役所が廃止。以降は地域区分名称となる。
- 昭和17年（1942年）7月1日 - 「小県地方事務所」が上田市に設置され、本郡を管轄。
- 昭和24年（1949年）9月1日 - 東塩田村・富士山村が合併し、改めて東塩田村が発足。（3町29村）
- 昭和28年（1953年）10月1日 - 県村が町制施行・改称して田中町となる。（4町28村）
- 昭和29年（1954年）
  - 4月1日 - 塩尻村・川辺村が上田市に編入。（4町26村）
  - 10月1日 - 東内村・西内村が丸子町に編入。（4町24村）
- 昭和30年（1955年）4月1日 - 依田村・長瀬村が丸子町に編入。（4町22村）
- 昭和31年（1956年）
  - 5月1日 - 西塩田村・別所村・東塩田村・中塩田村が合併して塩田町が発足。（5町18村）
  - 9月30日（4町11村）
    - 田中町・祢津村・和村が合併して東部町が発足。
    - 豊里村・殿城村が合併して豊殿村が発足。
    - 長久保新町・長窪古町・大門村が合併して長門町が発足。
    - 神川村・泉田村が上田市に編入。
    - 塩川村が丸子町に編入。
- 昭和32年（1957年）
  - 3月31日（4町10村）
    - 浦里村の一部（当郷）が青木村に編入。
    - 室賀村および浦里村の残部が上田市の一部（一部[注 13]を除く小泉）と合併して川西村が発足。

  - 8月1日
    - 神科村が上田市に編入。（4町9村）
    - 川西村の一部（浦野の一部）を青木村に編入。
- 昭和33年（1958年）
  - 4月1日 - 豊殿村が上田市に編入。（4町8村）
  - 4月10日 - 滋野村が東部町に編入。（4町7村）
  - 10月1日 - 長村・傍陽村・本原村が合併して真田町が発足。（5町4村）
- 昭和34年（1959年）4月1日 - 東部町の一部（芝生田・井子・糠地）が小諸市に編入。
- 昭和41年（1966年）4月1日 - 東部町の一部（遠河原）が丸子町に編入。
- 昭和45年（1970年）4月1日 - 塩田町が上田市に編入。（4町4村）
- 昭和48年（1973年）4月1日 - 川西村が上田市に編入。（4町3村）
- 平成11年（2001年）8月19日 - 東部町が小諸市の一部（赤岩の一部）を編入。
- 平成13年（2003年）5月14日 - 東部町の一部（本海野の一部）が丸子町に、丸子町の一部（塩川の一部）が東部町にそれぞれ編入。
- 平成16年（2004年）4月1日 - 東部町が北佐久郡北御牧村と合併して東御市が発足し、郡より離脱。（3町3村）
- 平成17年（2005年）10月1日 - 長門町・和田村が合併して長和町が発足。（3町2村）
- 平成18年（2006年）3月6日 - 丸子町・真田町・武石村が上田市と合併し、改めて上田市が発足、郡より離脱。（1町1村）

### 変遷表
一部の境界変更は割愛した。
| 明治以前   | 明治以前   | 明治初年 - 明治8年     | 明治9年- 明治11年     | 明治12年 - 明治22年           | 明治22年 4月1日 町村制施行 | 明治22年 - 大正15年          | 昭和元年 - 昭和29年             | 昭和30年 - 昭和39年          | 昭和30年 - 昭和39年         | 昭和40年 - 昭和64年         | 平成元年 - 現在             | 現在   |
| ---------- | ---------- | ---------------------- | --------------------- | ----------------------------- | -------------------------- | ---------------------------- | ------------------------------- | ---------------------------- | --------------------------- | --------------------------- | --------------------------- | ------ |
| 長窪古町   | 長窪古町   | 長窪古町               | 長窪古町              | 長窪古町                      | 長窪古町                   | 長窪古町                     | 長窪古町                        | 昭和31年9月30日 長門町       | 昭和31年9月30日 長門町      | 長門町                      | 平成17年10月1日 長和町      | 長和町 |
| 長久保新町 | 長久保新町 | 長久保新町             | 長久保新町            | 長久保新町                    | 長久保新町                 | 長久保新町                   | 長久保新町                      | 昭和31年9月30日 長門町       | 昭和31年9月30日 長門町      | 長門町                      | 平成17年10月1日 長和町      | 長和町 |
| 大門村     | 大門村     | 大門村                 | 大門村                | 大門村                        | 大門村                     | 大門村                       | 大門村                          | 昭和31年9月30日 長門町       | 昭和31年9月30日 長門町      | 長門町                      | 平成17年10月1日 長和町      | 長和町 |
| 和田村     | 和田村     | 和田村                 | 和田村                | 和田村                        | 和田村                     | 和田村                       | 和田村                          | 和田村                       | 和田村                      | 和田村                      | 平成17年10月1日 長和町      | 長和町 |
| 芝生田村   | 芝生田村   | 芝生田村               | 明治9年8月 滋野村     | 滋野村                        | 滋野村                     | 滋野村                       | 滋野村                          | 昭和31年9月30日 東部町に編入 | 昭和34年4月1日 小諸市に編入 | 小諸市                      | 小諸市                      | 小諸市 |
| 井子村     | 井子村     | 井子村                 | 明治9年8月 滋野村     | 滋野村                        | 滋野村                     | 滋野村                       | 滋野村                          | 昭和31年9月30日 東部町に編入 | 昭和34年4月1日 小諸市に編入 | 小諸市                      | 小諸市                      | 小諸市 |
| 糠地村     | 糠地村     | 糠地村                 | 明治9年8月 滋野村     | 滋野村                        | 滋野村                     | 滋野村                       | 滋野村                          | 昭和31年9月30日 東部町に編入 | 昭和34年4月1日 小諸市に編入 | 小諸市                      | 小諸市                      | 小諸市 |
| 桜井村     | 桜井村     | 桜井村                 | 明治9年8月 滋野村     | 滋野村                        | 滋野村                     | 滋野村                       | 滋野村                          | 昭和31年9月30日 東部町に編入 | 東部町                      | 東部町                      | 平成16年4月1日 東御市の一部 | 東御市 |
| 大石村     | 大石村     | 大石村                 | 明治9年8月 滋野村     | 滋野村                        | 滋野村                     | 滋野村                       | 滋野村                          | 昭和31年9月30日 東部町に編入 | 東部町                      | 東部町                      | 平成16年4月1日 東御市の一部 | 東御市 |
| 片羽村     | 片羽村     | 片羽村                 | 明治9年8月 滋野村     | 滋野村                        | 滋野村                     | 滋野村                       | 滋野村                          | 昭和31年9月30日 東部町に編入 | 東部町                      | 東部町                      | 平成16年4月1日 東御市の一部 | 東御市 |
| 中屋敷村   | 中屋敷村   | 中屋敷村               | 明治9年8月 滋野村     | 滋野村                        | 滋野村                     | 滋野村                       | 滋野村                          | 昭和31年9月30日 東部町に編入 | 東部町                      | 東部町                      | 平成16年4月1日 東御市の一部 | 東御市 |
| 別府村     | 別府村     | 別府村                 | 明治9年8月 滋野村     | 滋野村                        | 滋野村                     | 滋野村                       | 滋野村                          | 昭和31年9月30日 東部町に編入 | 東部町                      | 東部町                      | 平成16年4月1日 東御市の一部 | 東御市 |
| 原口村     | 原口村     | 原口村                 | 明治9年8月 滋野村     | 滋野村                        | 滋野村                     | 滋野村                       | 滋野村                          | 昭和31年9月30日 東部町に編入 | 東部町                      | 東部町                      | 平成16年4月1日 東御市の一部 | 東御市 |
| 赤岩村     | 赤岩村     | 赤岩村                 | 明治9年8月 滋野村     | 滋野村                        | 滋野村                     | 滋野村                       | 滋野村                          | 昭和31年9月30日 東部町に編入 | 東部町                      | 東部町                      | 平成16年4月1日 東御市の一部 | 東御市 |
| 祢津東町   | 祢津東町   | 祢津東町               | 祢津東町              | 祢津東町                      | 祢津村                     | 祢津村                       | 祢津村                          | 昭和30年4月1日 東部町        | 東部町                      | 東部町                      | 平成16年4月1日 東御市の一部 | 東御市 |
| 祢津西町   | 祢津西町   | 祢津西町               | 祢津西町              | 祢津西町                      | 祢津村                     | 祢津村                       | 祢津村                          | 昭和30年4月1日 東部町        | 東部町                      | 東部町                      | 平成16年4月1日 東御市の一部 | 東御市 |
| 新屋村     | 新屋村     | 新屋村                 | 新屋村                | 新屋村                        | 祢津村                     | 祢津村                       | 祢津村                          | 昭和30年4月1日 東部町        | 東部町                      | 東部町                      | 平成16年4月1日 東御市の一部 | 東御市 |
| 姫子沢村   | 姫子沢村   | 姫子沢村               | 姫子沢村              | 姫子沢村                      | 祢津村                     | 祢津村                       | 祢津村                          | 昭和30年4月1日 東部町        | 東部町                      | 東部町                      | 平成16年4月1日 東御市の一部 | 東御市 |
| 金井村     | 金井村     | 明治8年 鞍掛村         | 鞍掛村                | 鞍掛村                        | 祢津村                     | 祢津村                       | 祢津村                          | 昭和30年4月1日 東部町        | 東部町                      | 東部町                      | 平成16年4月1日 東御市の一部 | 東御市 |
| 出場新田村 |            | 明治8年 鞍掛村         | 鞍掛村                | 鞍掛村                        | 祢津村                     | 祢津村                       | 祢津村                          | 昭和30年4月1日 東部町        | 東部町                      | 東部町                      | 平成16年4月1日 東御市の一部 | 東御市 |
| 新張村     | 新張村     | 新張村                 | 新張村                | 新張村                        | 祢津村                     | 祢津村                       | 祢津村                          | 昭和30年4月1日 東部町        | 東部町                      | 東部町                      | 平成16年4月1日 東御市の一部 | 東御市 |
| 東上田村   | 東上田村   | 東上田村               | 明治9年5月30日 和村   | 和村                          | 和村                       | 和村                         | 和村                            | 昭和30年4月1日 東部町        | 東部町                      | 東部町                      | 平成16年4月1日 東御市の一部 | 東御市 |
| 三分村     | 三分村     | 三分村                 | 明治9年5月30日 和村   | 和村                          | 和村                       | 和村                         | 和村                            | 昭和30年4月1日 東部町        | 東部町                      | 東部町                      | 平成16年4月1日 東御市の一部 | 東御市 |
| 田沢村     | 田沢村     | 田沢村                 | 明治9年5月30日 和村   | 和村                          | 和村                       | 和村                         | 和村                            | 昭和30年4月1日 東部町        | 東部町                      | 東部町                      | 平成16年4月1日 東御市の一部 | 東御市 |
| 栗林村     | 栗林村     | 栗林村                 | 明治9年5月30日 和村   | 和村                          | 和村                       | 和村                         | 和村                            | 昭和30年4月1日 東部町        | 東部町                      | 東部町                      | 平成16年4月1日 東御市の一部 | 東御市 |
| 中曽根村   | 中曽根村   | 中曽根村               | 明治9年5月30日 和村   | 和村                          | 和村                       | 和村                         | 和村                            | 昭和30年4月1日 東部町        | 東部町                      | 東部町                      | 平成16年4月1日 東御市の一部 | 東御市 |
| 深井村     | 深井村     | 深井村                 | 明治9年5月30日 和村   | 和村                          | 和村                       | 和村                         | 和村                            | 昭和30年4月1日 東部町        | 東部町                      | 東部町                      | 平成16年4月1日 東御市の一部 | 東御市 |
| 海善寺村   | 海善寺村   | 海善寺村               | 明治9年5月 県村       | 明治16年1月26日 分立 海善寺村 | 和村                       | 和村                         | 和村                            | 昭和30年4月1日 東部町        | 東部町                      | 東部町                      | 平成16年4月1日 東御市の一部 | 東御市 |
| 加沢田村   | 加沢田村   | 明治7年11月23日 加沢村 | 明治9年5月 県村       | 明治16年1月26日 分立 加沢村   | 県村                       | 県村                         | 昭和29年10月1日 町制改称 田中町 | 昭和30年4月1日 東部町        | 東部町                      | 東部町                      | 平成16年4月1日 東御市の一部 | 東御市 |
| 加沢村     |            | 明治7年11月23日 加沢村 | 明治9年5月 県村       | 明治16年1月26日 分立 加沢村   | 県村                       | 県村                         | 昭和29年10月1日 町制改称 田中町 | 昭和30年4月1日 東部町        | 東部町                      | 東部町                      | 平成16年4月1日 東御市の一部 | 東御市 |
| 常田村     | 常田村     | 常田村                 | 明治9年5月 県村       | 明治16年7月23日 分立 常田村   | 県村                       | 県村                         | 昭和29年10月1日 町制改称 田中町 | 昭和30年4月1日 東部町        | 東部町                      | 東部町                      | 平成16年4月1日 東御市の一部 | 東御市 |
| 田中村     | 田中村     | 田中村                 | 明治9年5月 県村       | 明治16年7月23日 分立 田中村   | 県村                       | 県村                         | 昭和29年10月1日 町制改称 田中町 | 昭和30年4月1日 東部町        | 東部町                      | 東部町                      | 平成16年4月1日 東御市の一部 | 東御市 |
| 本海野村   | 本海野村   | 本海野村               | 明治9年5月 県村       | 明治16年7月23日 分立 本海野村 | 県村                       | 県村                         | 昭和29年10月1日 町制改称 田中町 | 昭和30年4月1日 東部町        | 東部町                      | 東部町                      | 平成16年4月1日 東御市の一部 | 東御市 |
| 棗田村     | 棗田村     | 明治7年 改称 夏目田村  | 明治9年5月 県村       | 県村                          | 県村                       | 県村                         | 昭和29年10月1日 町制改称 田中町 | 昭和30年4月1日 東部町        | 東部町                      | 東部町                      | 平成16年4月1日 東御市の一部 | 東御市 |
| 長坂村     | 長坂村     | 長坂村                 | 明治9年5月 県村       | 県村                          | 県村                       | 県村                         | 昭和29年10月1日 町制改称 田中町 | 昭和30年4月1日 東部町        | 東部町                      | 東部町                      | 平成16年4月1日 東御市の一部 | 東御市 |
| 上丸子村   | 上丸子村   | 上丸子村               | 上丸子村              | 上丸子村                      | 丸子村                     | 大正元年10月30日 町制 丸子町 | 丸子町                          | 丸子町                       | 丸子町                      | 丸子町                      | 平成18年3月6日 上田市       | 上田市 |
| 中丸子村   | 中丸子村   | 中丸子村               | 中丸子村              | 中丸子村                      | 丸子村                     | 大正元年10月30日 町制 丸子町 | 丸子町                          | 丸子町                       | 丸子町                      | 丸子町                      | 平成18年3月6日 上田市       | 上田市 |
| 下丸子村   | 下丸子村   | 下丸子村               | 下丸子村              | 下丸子村                      | 丸子村                     | 大正元年10月30日 町制 丸子町 | 丸子町                          | 丸子町                       | 丸子町                      | 丸子町                      | 平成18年3月6日 上田市       | 上田市 |
| 腰越村     | 腰越村     | 腰越村                 | 腰越村                | 腰越村                        | 丸子村                     | 大正元年10月30日 町制 丸子町 | 丸子町                          | 丸子町                       | 丸子町                      | 丸子町                      | 平成18年3月6日 上田市       | 上田市 |
| 荻窪村     | 荻窪村     | 荻窪村                 | 明治9年8月 東内村     | 東内村                        | 東内村                     | 東内村                       | 昭和29年10月1日 丸子町に編入    | 丸子町                       | 丸子町                      | 丸子町                      | 平成18年3月6日 上田市       | 上田市 |
| 和子村     | 和子村     | 和子村                 | 明治9年8月 東内村     | 東内村                        | 東内村                     | 東内村                       | 昭和29年10月1日 丸子町に編入    | 丸子町                       | 丸子町                      | 丸子町                      | 平成18年3月6日 上田市       | 上田市 |
| 辰口村     | 辰口村     | 辰口村                 | 明治9年8月 東内村     | 東内村                        | 東内村                     | 東内村                       | 昭和29年10月1日 丸子町に編入    | 丸子町                       | 丸子町                      | 丸子町                      | 平成18年3月6日 上田市       | 上田市 |
| 西内村     | 西内村     | 西内村                 | 明治9年8月 西内村     | 西内村                        | 西内村                     | 西内村                       | 昭和29年10月1日 丸子町に編入    | 丸子町                       | 丸子町                      | 丸子町                      | 平成18年3月6日 上田市       | 上田市 |
| 平井村     | 平井村     | 平井村                 | 明治9年8月 西内村     | 明治15年 分立 平井村          | 西内村                     | 西内村                       | 昭和29年10月1日 丸子町に編入    | 丸子町                       | 丸子町                      | 丸子町                      | 平成18年3月6日 上田市       | 上田市 |
| 御岳堂村   | 御岳堂村   | 御岳堂村               | 御岳堂村              | 御岳堂村                      | 依田村                     | 依田村                       | 依田村                          | 昭和30年4月1日 丸子町に編入  | 丸子町                      | 丸子町                      | 平成18年3月6日 上田市       | 上田市 |
| 飯沼村     | 飯沼村     | 飯沼村                 | 明治9年8月 生田村     | 生田村                        | 依田村                     | 依田村                       | 依田村                          | 昭和30年4月1日 丸子町に編入  | 丸子町                      | 丸子町                      | 平成18年3月6日 上田市       | 上田市 |
| 尾野山村   | 尾野山村   | 尾野山村               | 明治9年8月 生田村     | 生田村                        | 依田村                     | 依田村                       | 依田村                          | 昭和30年4月1日 丸子町に編入  | 丸子町                      | 丸子町                      | 平成18年3月6日 上田市       | 上田市 |
| 長瀬村     | 長瀬村     | 長瀬村                 | 長瀬村                | 長瀬村                        | 長瀬村                     | 長瀬村                       | 長瀬村                          | 昭和30年4月1日 丸子町に編入  | 丸子町                      | 丸子町                      | 平成18年3月6日 上田市       | 上田市 |
| 石井村     | 石井村     | 明治8年 塩川村         | 塩川村                | 塩川村                        | 塩川村                     | 塩川村                       | 塩川村                          | 昭和31年9月30日 丸子町に編入 | 丸子町                      | 丸子町                      | 平成18年3月6日 上田市       | 上田市 |
| 狐塚村     |            | 明治8年 塩川村         | 塩川村                | 塩川村                        | 塩川村                     | 塩川村                       | 塩川村                          | 昭和31年9月30日 丸子町に編入 | 丸子町                      | 丸子町                      | 平成18年3月6日 上田市       | 上田市 |
| 坂井村     |            | 明治8年 塩川村         | 塩川村                | 塩川村                        | 塩川村                     | 塩川村                       | 塩川村                          | 昭和31年9月30日 丸子町に編入 | 丸子町                      | 丸子町                      | 平成18年3月6日 上田市       | 上田市 |
| 南方村     |            | 明治8年 塩川村         | 塩川村                | 塩川村                        | 塩川村                     | 塩川村                       | 塩川村                          | 昭和31年9月30日 丸子町に編入 | 丸子町                      | 丸子町                      | 平成18年3月6日 上田市       | 上田市 |
| 藤原田村   | 藤原田村   | 藤原田村               | 藤原田村              | 藤原田村                      | 塩川村                     | 塩川村                       | 塩川村                          | 昭和31年9月30日 丸子町に編入 | 丸子町                      | 丸子町                      | 平成18年3月6日 上田市       | 上田市 |
| 真田村     | 真田村     | 真田村                 | 明治9年5月 長村       | 長村                          | 長村                       | 長村                         | 長村                            | 長村                         | 昭和33年10月1日 真田町      | 真田町                      | 平成18年3月6日 上田市       | 上田市 |
| 横尾村     | 横尾村     | 横尾村                 | 明治9年5月 長村       | 長村                          | 長村                       | 長村                         | 長村                            | 長村                         | 昭和33年10月1日 真田町      | 真田町                      | 平成18年3月6日 上田市       | 上田市 |
| 横沢村     | 横沢村     | 横沢村                 | 明治9年5月 長村       | 長村                          | 長村                       | 長村                         | 長村                            | 長村                         | 昭和33年10月1日 真田町      | 真田町                      | 平成18年3月6日 上田市       | 上田市 |
| 大日向村   | 大日向村   | 大日向村               | 明治9年5月 長村       | 長村                          | 長村                       | 長村                         | 長村                            | 長村                         | 昭和33年10月1日 真田町      | 真田町                      | 平成18年3月6日 上田市       | 上田市 |
| 上洗馬村   | 上洗馬村   | 明治7年12月 傍陽村     | 傍陽村                | 傍陽村                        | 傍陽村                     | 傍陽村                       | 傍陽村                          | 傍陽村                       | 昭和33年10月1日 真田町      | 真田町                      | 平成18年3月6日 上田市       | 上田市 |
| 軽井沢村   |            | 明治7年12月 傍陽村     | 傍陽村                | 傍陽村                        | 傍陽村                     | 傍陽村                       | 傍陽村                          | 傍陽村                       | 昭和33年10月1日 真田町      | 真田町                      | 平成18年3月6日 上田市       | 上田市 |
| 曲尾村     |            | 明治7年12月 傍陽村     | 傍陽村                | 傍陽村                        | 傍陽村                     | 傍陽村                       | 傍陽村                          | 傍陽村                       | 昭和33年10月1日 真田町      | 真田町                      | 平成18年3月6日 上田市       | 上田市 |
| 上原村     | 上原村     | 明治7年12月 本原村     | 本原村                | 本原村                        | 本原村                     | 本原村                       | 本原村                          | 本原村                       | 昭和33年10月1日 真田町      | 真田町                      | 平成18年3月6日 上田市       | 上田市 |
| 中原村     |            | 明治7年12月 本原村     | 本原村                | 本原村                        | 本原村                     | 本原村                       | 本原村                          | 本原村                       | 昭和33年10月1日 真田町      | 真田町                      | 平成18年3月6日 上田市       | 上田市 |
| 下原村     |            | 明治7年12月 本原村     | 本原村                | 本原村                        | 本原村                     | 本原村                       | 本原村                          | 本原村                       | 昭和33年10月1日 真田町      | 真田町                      | 平成18年3月6日 上田市       | 上田市 |
| 上武石村   | 上武石村   | 上武石村               | 上武石村              | 上武石村                      | 武石村                     | 武石村                       | 武石村                          | 武石村                       | 武石村                      | 武石村                      | 平成18年3月6日 上田市       | 上田市 |
| 下武石村   | 下武石村   | 下武石村               | 下武石村              | 下武石村                      | 武石村                     | 武石村                       | 武石村                          | 武石村                       | 武石村                      | 武石村                      | 平成18年3月6日 上田市       | 上田市 |
| 鳥屋村     | 鳥屋村     | 鳥屋村                 | 鳥屋村                | 鳥屋村                        | 武石村                     | 武石村                       | 武石村                          | 武石村                       | 武石村                      | 武石村                      | 平成18年3月6日 上田市       | 上田市 |
| 沖村       | 沖村       | 沖村                   | 沖村                  | 沖村                          | 武石村                     | 武石村                       | 武石村                          | 武石村                       | 武石村                      | 武石村                      | 平成18年3月6日 上田市       | 上田市 |
| 上本入村   | 上本入村   | 上本入村               | 上本入村              | 上本入村                      | 武石村                     | 武石村                       | 武石村                          | 武石村                       | 武石村                      | 武石村                      | 平成18年3月6日 上田市       | 上田市 |
| 下本入村   | 下本入村   | 下本入村               | 下本入村              | 下本入村                      | 武石村                     | 武石村                       | 武石村                          | 武石村                       | 武石村                      | 武石村                      | 平成18年3月6日 上田市       | 上田市 |
| 余里村     | 余里村     | 余里村                 | 余里村                | 余里村                        | 武石村                     | 武石村                       | 武石村                          | 武石村                       | 武石村                      | 武石村                      | 平成18年3月6日 上田市       | 上田市 |
| 小沢根村   | 小沢根村   | 小沢根村               | 小沢根村              | 小沢根村                      | 武石村                     | 武石村                       | 武石村                          | 武石村                       | 武石村                      | 武石村                      | 平成18年3月6日 上田市       | 上田市 |
| 下之郷     | 下之郷     | 下之郷                 | 下之郷                | 下之郷                        | 東塩田村                   | 東塩田村                     | 昭和24年9月1日 東塩田村         | 昭和31年5月1日 塩田町        | 昭和31年5月1日 塩田町       | 昭和45年4月1日 上田市に編入 | 平成18年3月6日 上田市       | 上田市 |
| 石神村     | 石神村     | 明治8年 古安曽村       | 古安曽村              | 古安曽村                      | 東塩田村                   | 東塩田村                     | 昭和24年9月1日 東塩田村         | 昭和31年5月1日 塩田町        | 昭和31年5月1日 塩田町       | 昭和45年4月1日 上田市に編入 | 平成18年3月6日 上田市       | 上田市 |
| 鈴子村     |            | 明治8年 古安曽村       | 古安曽村              | 古安曽村                      | 東塩田村                   | 東塩田村                     | 昭和24年9月1日 東塩田村         | 昭和31年5月1日 塩田町        | 昭和31年5月1日 塩田町       | 昭和45年4月1日 上田市に編入 | 平成18年3月6日 上田市       | 上田市 |
| 平井寺村   |            | 明治8年 古安曽村       | 古安曽村              | 古安曽村                      | 東塩田村                   | 東塩田村                     | 昭和24年9月1日 東塩田村         | 昭和31年5月1日 塩田町        | 昭和31年5月1日 塩田町       | 昭和45年4月1日 上田市に編入 | 平成18年3月6日 上田市       | 上田市 |
| 柳沢村     |            | 明治8年 古安曽村       | 古安曽村              | 古安曽村                      | 東塩田村                   | 東塩田村                     | 昭和24年9月1日 東塩田村         | 昭和31年5月1日 塩田町        | 昭和31年5月1日 塩田町       | 昭和45年4月1日 上田市に編入 | 平成18年3月6日 上田市       | 上田市 |
| 奈良尾村   | 奈良尾村   | 明治7年 富士山村       | 富士山村              | 富士山村                      | 富士山村                   | 富士山村                     | 昭和24年9月1日 東塩田村         | 昭和31年5月1日 塩田町        | 昭和31年5月1日 塩田町       | 昭和45年4月1日 上田市に編入 | 平成18年3月6日 上田市       | 上田市 |
| 町屋村     |            | 明治7年 富士山村       | 富士山村              | 富士山村                      | 富士山村                   | 富士山村                     | 昭和24年9月1日 東塩田村         | 昭和31年5月1日 塩田町        | 昭和31年5月1日 塩田町       | 昭和45年4月1日 上田市に編入 | 平成18年3月6日 上田市       | 上田市 |
| 手塚村     | 手塚村     | 手塚村                 | 手塚村                | 手塚村                        | 西塩田村                   | 西塩田村                     | 西塩田村                        | 昭和31年5月1日 塩田町        | 昭和31年5月1日 塩田町       | 昭和45年4月1日 上田市に編入 | 平成18年3月6日 上田市       | 上田市 |
| 手塚村     | 手塚村     | 手塚村                 | 手塚村                | 明治13年8月 分立 新町         | 西塩田村                   | 西塩田村                     | 西塩田村                        | 昭和31年5月1日 塩田町        | 昭和31年5月1日 塩田町       | 昭和45年4月1日 上田市に編入 | 平成18年3月6日 上田市       | 上田市 |
| 十人村     | 十人村     | 十人村                 | 十人村                | 十人村                        | 西塩田村                   | 西塩田村                     | 西塩田村                        | 昭和31年5月1日 塩田町        | 昭和31年5月1日 塩田町       | 昭和45年4月1日 上田市に編入 | 平成18年3月6日 上田市       | 上田市 |
| 東前山村   | 東前山村   | 明治7年12月 前山村     | 前山村                | 前山村                        | 西塩田村                   | 西塩田村                     | 西塩田村                        | 昭和31年5月1日 塩田町        | 昭和31年5月1日 塩田町       | 昭和45年4月1日 上田市に編入 | 平成18年3月6日 上田市       | 上田市 |
| 西前山村   |            | 明治7年12月 前山村     | 前山村                | 前山村                        | 西塩田村                   | 西塩田村                     | 西塩田村                        | 昭和31年5月1日 塩田町        | 昭和31年5月1日 塩田町       | 昭和45年4月1日 上田市に編入 | 平成18年3月6日 上田市       | 上田市 |
| 野倉村     | 野倉村     | 野倉村                 | 野倉村                | 野倉村                        | 西塩田村                   | 西塩田村                     | 西塩田村                        | 昭和31年5月1日 塩田町        | 昭和31年5月1日 塩田町       | 昭和45年4月1日 上田市に編入 | 平成18年3月6日 上田市       | 上田市 |
| 山田村     | 山田村     | 山田村                 | 山田村                | 山田村                        | 西塩田村                   | 西塩田村                     | 西塩田村                        | 昭和31年5月1日 塩田町        | 昭和31年5月1日 塩田町       | 昭和45年4月1日 上田市に編入 | 平成18年3月6日 上田市       | 上田市 |
| 五加村     | 五加村     | 五加村                 | 五加村                | 五加村                        | 中塩田村                   | 中塩田村                     | 中塩田村                        | 昭和31年5月1日 塩田町        | 昭和31年5月1日 塩田町       | 昭和45年4月1日 上田市に編入 | 平成18年3月6日 上田市       | 上田市 |
| 本郷       | 本郷       | 本郷                   | 本郷                  | 本郷                          | 中塩田村                   | 中塩田村                     | 中塩田村                        | 昭和31年5月1日 塩田町        | 昭和31年5月1日 塩田町       | 昭和45年4月1日 上田市に編入 | 平成18年3月6日 上田市       | 上田市 |
| 小島村     | 小島村     | 小島村                 | 小島村                | 小島村                        | 中塩田村                   | 中塩田村                     | 中塩田村                        | 昭和31年5月1日 塩田町        | 昭和31年5月1日 塩田町       | 昭和45年4月1日 上田市に編入 | 平成18年3月6日 上田市       | 上田市 |
| 保野村     | 保野村     | 保野村                 | 保野村                | 保野村                        | 中塩田村                   | 中塩田村                     | 中塩田村                        | 昭和31年5月1日 塩田町        | 昭和31年5月1日 塩田町       | 昭和45年4月1日 上田市に編入 | 平成18年3月6日 上田市       | 上田市 |
| 中野村     | 中野村     | 中野村                 | 中野村                | 中野村                        | 中塩田村                   | 中塩田村                     | 中塩田村                        | 昭和31年5月1日 塩田町        | 昭和31年5月1日 塩田町       | 昭和45年4月1日 上田市に編入 | 平成18年3月6日 上田市       | 上田市 |
| 舞田村     | 舞田村     | 舞田村                 | 舞田村                | 舞田村                        | 中塩田村                   | 中塩田村                     | 中塩田村                        | 昭和31年5月1日 塩田町        | 昭和31年5月1日 塩田町       | 昭和45年4月1日 上田市に編入 | 平成18年3月6日 上田市       | 上田市 |
| 八木沢村   | 八木沢村   | 八木沢村               | 八木沢村              | 八木沢村                      | 中塩田村                   | 中塩田村                     | 中塩田村                        | 昭和31年5月1日 塩田町        | 昭和31年5月1日 塩田町       | 昭和45年4月1日 上田市に編入 | 平成18年3月6日 上田市       | 上田市 |
| 別所村     | 別所村     | 別所村                 | 別所村                | 別所村                        | 別所村                     | 別所村                       | 別所村                          | 昭和31年5月1日 塩田町        | 昭和31年5月1日 塩田町       | 昭和45年4月1日 上田市に編入 | 平成18年3月6日 上田市       | 上田市 |
| 小井田村   | 小井田村   | 明治8年 芳田村         | 芳田村                | 芳田村                        | 豊里村                     | 豊里村                       | 豊里村                          | 昭和31年9月30日 豊殿村       | 昭和33年4月1日 上田市に編入 | 上田市                      | 平成18年3月6日 上田市       | 上田市 |
| 森村       |            | 明治8年 芳田村         | 芳田村                | 芳田村                        | 豊里村                     | 豊里村                       | 豊里村                          | 昭和31年9月30日 豊殿村       | 昭和33年4月1日 上田市に編入 | 上田市                      | 平成18年3月6日 上田市       | 上田市 |
| 中吉田村   |            | 明治8年 芳田村         | 芳田村                | 芳田村                        | 豊里村                     | 豊里村                       | 豊里村                          | 昭和31年9月30日 豊殿村       | 昭和33年4月1日 上田市に編入 | 上田市                      | 平成18年3月6日 上田市       | 上田市 |
| 下吉田村   |            | 明治8年 芳田村         | 芳田村                | 芳田村                        | 豊里村                     | 豊里村                       | 豊里村                          | 昭和31年9月30日 豊殿村       | 昭和33年4月1日 上田市に編入 | 上田市                      | 平成18年3月6日 上田市       | 上田市 |
| 林之郷村   | 林之郷村   | 林之郷村               | 林之郷村              | 林之郷村                      | 豊里村                     | 豊里村                       | 豊里村                          | 昭和31年9月30日 豊殿村       | 昭和33年4月1日 上田市に編入 | 上田市                      | 平成18年3月6日 上田市       | 上田市 |
| 赤坂村     | 赤坂村     | 赤坂村                 | 明治9年4月 殿城村     | 殿城村                        | 殿城村                     | 殿城村                       | 殿城村                          | 昭和31年9月30日 豊殿村       | 昭和33年4月1日 上田市に編入 | 上田市                      | 平成18年3月6日 上田市       | 上田市 |
| 岩清水村   | 岩清水村   | 岩清水村               | 明治9年4月 殿城村     | 殿城村                        | 殿城村                     | 殿城村                       | 殿城村                          | 昭和31年9月30日 豊殿村       | 昭和33年4月1日 上田市に編入 | 上田市                      | 平成18年3月6日 上田市       | 上田市 |
| 下郷村     | 下郷村     | 下郷村                 | 明治9年4月 殿城村     | 殿城村                        | 殿城村                     | 殿城村                       | 殿城村                          | 昭和31年9月30日 豊殿村       | 昭和33年4月1日 上田市に編入 | 上田市                      | 平成18年3月6日 上田市       | 上田市 |
| 矢沢村     | 矢沢村     | 矢沢村                 | 明治9年4月 殿城村     | 殿城村                        | 殿城村                     | 殿城村                       | 殿城村                          | 昭和31年9月30日 豊殿村       | 昭和33年4月1日 上田市に編入 | 上田市                      | 平成18年3月6日 上田市       | 上田市 |
| 漆戸村     | 漆戸村     | 漆戸村                 | 漆戸村                | 漆戸村                        | 殿城村                     | 殿城村                       | 殿城村                          | 昭和31年9月30日 豊殿村       | 昭和33年4月1日 上田市に編入 | 上田市                      | 平成18年3月6日 上田市       | 上田市 |
| 長島村     | 長島村     | 明治8年 住吉村         | 住吉村                | 住吉村                        | 神科村                     | 神科村                       | 神科村                          | 神科村                       | 昭和32年8月1日 上田市に編入 | 上田市                      | 平成18年3月6日 上田市       | 上田市 |
| 金剛寺村   |            | 明治8年 住吉村         | 住吉村                | 住吉村                        | 神科村                     | 神科村                       | 神科村                          | 神科村                       | 昭和32年8月1日 上田市に編入 | 上田市                      | 平成18年3月6日 上田市       | 上田市 |
| 大久保村   |            | 明治8年 住吉村         | 住吉村                | 住吉村                        | 神科村                     | 神科村                       | 神科村                          | 神科村                       | 昭和32年8月1日 上田市に編入 | 上田市                      | 平成18年3月6日 上田市       | 上田市 |
| 新屋村     | 新屋村     | 新屋村                 | 明治9年8月 上野村     | 上野村                        | 神科村                     | 神科村                       | 神科村                          | 神科村                       | 昭和32年8月1日 上田市に編入 | 上田市                      | 平成18年3月6日 上田市       | 上田市 |
| 伊勢山村   | 伊勢山村   | 伊勢山村               | 明治9年8月 上野村     | 上野村                        | 神科村                     | 神科村                       | 神科村                          | 神科村                       | 昭和32年8月1日 上田市に編入 | 上田市                      | 平成18年3月6日 上田市       | 上田市 |
| 野竹村     | 野竹村     | 野竹村                 | 明治10年3月 古里村    | 古里村                        | 神科村                     | 神科村                       | 神科村                          | 神科村                       | 昭和32年8月1日 上田市に編入 | 上田市                      | 平成18年3月6日 上田市       | 上田市 |
| 染屋村     | 染屋村     | 染屋村                 | 明治10年3月 古里村    | 古里村                        | 神科村                     | 神科村                       | 神科村                          | 神科村                       | 昭和32年8月1日 上田市に編入 | 上田市                      | 平成18年3月6日 上田市       | 上田市 |
| 笹井村     | 笹井村     | 笹井村                 | 明治10年3月 古里村    | 古里村                        | 神科村                     | 神科村                       | 神科村                          | 神科村                       | 昭和32年8月1日 上田市に編入 | 上田市                      | 平成18年3月6日 上田市       | 上田市 |
| 岩門村     | 岩門村     | 岩門村                 | 明治10年3月 古里村    | 古里村                        | 神科村                     | 神科村                       | 神科村                          | 神科村                       | 昭和32年8月1日 上田市に編入 | 上田市                      | 平成18年3月6日 上田市       | 上田市 |
| 山口村     | 山口村     | 山口村                 | 明治9年5月 上田町     | 上田町                        | 神科村                     | 神科村                       | 神科村                          | 神科村                       | 昭和32年8月1日 上田市に編入 | 上田市                      | 平成18年3月6日 上田市       | 上田市 |
| 房山村     | 房山村     | 房山村                 | 明治9年5月 上田町     | 上田町                        | 上田町                     | 大正8年5月1日 市制 上田市    | 上田市                          | 上田市                       | 上田市                      | 上田市                      | 平成18年3月6日 上田市       | 上田市 |
| 上田町     | 上田町     | 上田町                 | 明治9年5月 上田町     | 上田町                        | 上田町                     | 大正8年5月1日 市制 上田市    | 上田市                          | 上田市                       | 上田市                      | 上田市                      | 平成18年3月6日 上田市       | 上田市 |
| 新町       | 新町       | 新町                   | 明治9年8月 常盤城村   | 常盤城村                      | 上田町                     | 大正8年5月1日 市制 上田市    | 上田市                          | 上田市                       | 上田市                      | 上田市                      | 平成18年3月6日 上田市       | 上田市 |
| 西脇村     | 西脇村     | 西脇村                 | 明治9年8月 常盤城村   | 常盤城村                      | 上田町                     | 大正8年5月1日 市制 上田市    | 上田市                          | 上田市                       | 上田市                      | 上田市                      | 平成18年3月6日 上田市       | 上田市 |
| 諏訪部村   | 諏訪部村   | 諏訪部村               | 明治9年8月 常盤城村   | 常盤城村                      | 上田町                     | 大正8年5月1日 市制 上田市    | 上田市                          | 上田市                       | 上田市                      | 上田市                      | 平成18年3月6日 上田市       | 上田市 |
| 鎌原村     | 鎌原村     | 鎌原村                 | 明治9年8月 常盤城村   | 常盤城村                      | 上田町                     | 大正8年5月1日 市制 上田市    | 上田市                          | 上田市                       | 上田市                      | 上田市                      | 平成18年3月6日 上田市       | 上田市 |
| 生塚村     | 生塚村     | 生塚村                 | 明治9年8月 常盤城村   | 常盤城村                      | 上田町                     | 大正8年5月1日 市制 上田市    | 上田市                          | 上田市                       | 上田市                      | 上田市                      | 平成18年3月6日 上田市       | 上田市 |
| 踏入村     | 踏入村     | 踏入村                 | 明治9年6月12日 常入村 | 常入村                        | 上田町                     | 大正8年5月1日 市制 上田市    | 上田市                          | 上田市                       | 上田市                      | 上田市                      | 平成18年3月6日 上田市       | 上田市 |
| 常田村     | 常田村     | 常田村                 | 明治9年6月12日 常入村 | 常入村                        | 上田町                     | 大正8年5月1日 市制 上田市    | 上田市                          | 上田市                       | 上田市                      | 上田市                      | 平成18年3月6日 上田市       | 上田市 |
| 小牧村     | 小牧村     | 小牧村                 | 小牧村                | 小牧村                        | 城下村                     | 大正10年9月10日 上田市に編入 | 上田市                          | 上田市                       | 上田市                      | 上田市                      | 平成18年3月6日 上田市       | 上田市 |
| 諏訪形村   | 諏訪形村   | 諏訪形村               | 諏訪形村              | 諏訪形村                      | 城下村                     | 大正10年9月10日 上田市に編入 | 上田市                          | 上田市                       | 上田市                      | 上田市                      | 平成18年3月6日 上田市       | 上田市 |
| 御所村     | 御所村     | 御所村                 | 御所村                | 御所村                        | 城下村                     | 大正10年9月10日 上田市に編入 | 上田市                          | 上田市                       | 上田市                      | 上田市                      | 平成18年3月6日 上田市       | 上田市 |
| 中之条村   | 中之条村   | 中之条村               | 中之条村              | 中之条村                      | 城下村                     | 大正10年9月10日 上田市に編入 | 上田市                          | 上田市                       | 上田市                      | 上田市                      | 平成18年3月6日 上田市       | 上田市 |
| 神畑村     | 神畑村     | 神畑村                 | 神畑村                | 神畑村                        | 川辺村                     | 川辺村                       | 昭和29年4月1日 上田市に編入     | 上田市                       | 上田市                      | 上田市                      | 平成18年3月6日 上田市       | 上田市 |
| 上田原村   | 上田原村   | 上田原村               | 上田原村              | 上田原村                      | 川辺村                     | 川辺村                       | 昭和29年4月1日 上田市に編入     | 上田市                       | 上田市                      | 上田市                      | 平成18年3月6日 上田市       | 上田市 |
| 築地村     | 築地村     | 築地村                 | 築地村                | 築地村                        | 川辺村                     | 川辺村                       | 昭和29年4月1日 上田市に編入     | 上田市                       | 上田市                      | 上田市                      | 平成18年3月6日 上田市       | 上田市 |
| 下之条村   | 下之条村   | 下之条村               | 下之条村              | 下之条村                      | 川辺村                     | 川辺村                       | 昭和29年4月1日 上田市に編入     | 上田市                       | 上田市                      | 上田市                      | 平成18年3月6日 上田市       | 上田市 |
| 秋和村     | 秋和村     | 秋和村                 | 秋和村                | 秋和村                        | 塩尻村                     | 塩尻村                       | 昭和29年4月1日 上田市に編入     | 上田市                       | 上田市                      | 上田市                      | 平成18年3月6日 上田市       | 上田市 |
| 下塩尻村   | 下塩尻村   | 下塩尻村               | 下塩尻村              | 下塩尻村                      | 塩尻村                     | 塩尻村                       | 昭和29年4月1日 上田市に編入     | 上田市                       | 上田市                      | 上田市                      | 平成18年3月6日 上田市       | 上田市 |
| 上塩尻村   | 上塩尻村   | 上塩尻村               | 上塩尻村              | 上塩尻村                      | 塩尻村                     | 塩尻村                       | 昭和29年4月1日 上田市に編入     | 上田市                       | 上田市                      | 上田市                      | 平成18年3月6日 上田市       | 上田市 |
| 堀村       | 堀村       | 明治5年5月 国分村      | 国分村                | 国分村                        | 神川村                     | 神川村                       | 神川村                          | 昭和31年9月30日 上田市に編入 | 上田市                      | 上田市                      | 平成18年3月6日 上田市       | 上田市 |
| 国分寺村   |            | 明治5年5月 国分村      | 国分村                | 国分村                        | 神川村                     | 神川村                       | 神川村                          | 昭和31年9月30日 上田市に編入 | 上田市                      | 上田市                      | 平成18年3月6日 上田市       | 上田市 |
| 上沢村     |            | 明治5年5月 国分村      | 国分村                | 国分村                        | 神川村                     | 神川村                       | 神川村                          | 昭和31年9月30日 上田市に編入 | 上田市                      | 上田市                      | 平成18年3月6日 上田市       | 上田市 |
| 黒坪村     |            | 明治5年5月 国分村      | 国分村                | 国分村                        | 神川村                     | 神川村                       | 神川村                          | 昭和31年9月30日 上田市に編入 | 上田市                      | 上田市                      | 平成18年3月6日 上田市       | 上田市 |
| 上青木村   | 上青木村   | 上青木村               | 明治9年5月 蒼久保村   | 蒼久保村                      | 神川村                     | 神川村                       | 神川村                          | 昭和31年9月30日 上田市に編入 | 上田市                      | 上田市                      | 平成18年3月6日 上田市       | 上田市 |
| 下青木村   | 下青木村   | 下青木村               | 明治9年5月 蒼久保村   | 蒼久保村                      | 神川村                     | 神川村                       | 神川村                          | 昭和31年9月30日 上田市に編入 | 上田市                      | 上田市                      | 平成18年3月6日 上田市       | 上田市 |
| 久保林村   | 久保林村   | 久保林村               | 明治9年5月 蒼久保村   | 蒼久保村                      | 神川村                     | 神川村                       | 神川村                          | 昭和31年9月30日 上田市に編入 | 上田市                      | 上田市                      | 平成18年3月6日 上田市       | 上田市 |
| 岩下村     | 岩下村     | 岩下村                 | 岩下村                | 岩下村                        | 神川村                     | 神川村                       | 神川村                          | 昭和31年9月30日 上田市に編入 | 上田市                      | 上田市                      | 平成18年3月6日 上田市       | 上田市 |
| 大屋村     | 大屋村     | 大屋村                 | 大屋村                | 大屋村                        | 神川村                     | 神川村                       | 神川村                          | 昭和31年9月30日 上田市に編入 | 上田市                      | 上田市                      | 平成18年3月6日 上田市       | 上田市 |
| 吉田村     | 吉田村     | 吉田村                 | 吉田村                | 吉田村                        | 泉田村                     | 泉田村                       | 泉田村                          | 昭和31年9月30日 上田市に編入 | 上田市                      | 上田市                      | 平成18年3月6日 上田市       | 上田市 |
| 福田村     | 福田村     | 福田村                 | 福田村                | 福田村                        | 泉田村                     | 泉田村                       | 泉田村                          | 昭和31年9月30日 上田市に編入 | 上田市                      | 上田市                      | 平成18年3月6日 上田市       | 上田市 |
| 日向小泉村 | 一部       | 明治7年12月9日 小泉村  | 小泉村                | 小泉村                        | 泉田村                     | 泉田村                       | 泉田村                          | 昭和31年9月30日 上田市に編入 | 上田市                      | 上田市                      | 平成18年3月6日 上田市       | 上田市 |
| 日向小泉村 | 一部を除く | 明治7年12月9日 小泉村  | 小泉村                | 小泉村                        | 泉田村                     | 泉田村                       | 泉田村                          | 昭和31年9月30日 上田市に編入 | 昭和32年3月31日 川西村      | 昭和48年4月1日 上田市に編入 | 平成18年3月6日 上田市       | 上田市 |
| 町小泉村   |            | 明治7年12月9日 小泉村  | 小泉村                | 小泉村                        | 泉田村                     | 泉田村                       | 泉田村                          | 昭和31年9月30日 上田市に編入 | 昭和32年3月31日 川西村      | 昭和48年4月1日 上田市に編入 | 平成18年3月6日 上田市       | 上田市 |
| 下室賀村   | 下室賀村   | 下室賀村               | 下室賀村              | 下室賀村                      | 室賀村                     | 室賀村                       | 室賀村                          | 室賀村                       | 昭和32年3月31日 川西村      | 昭和48年4月1日 上田市に編入 | 平成18年3月6日 上田市       | 上田市 |
| 上室賀村   | 上室賀村   | 上室賀村               | 上室賀村              | 上室賀村                      | 室賀村                     | 室賀村                       | 室賀村                          | 室賀村                       | 昭和32年3月31日 川西村      | 昭和48年4月1日 上田市に編入 | 平成18年3月6日 上田市       | 上田市 |
| 岡村       | 岡村       | 岡村                   | 岡村                  | 岡村                          | 浦里村                     | 浦里村                       | 浦里村                          | 浦里村                       | 昭和32年3月31日 川西村      | 昭和48年4月1日 上田市に編入 | 平成18年3月6日 上田市       | 上田市 |
| 仁古田村   | 仁古田村   | 仁古田村               | 仁古田村              | 仁古田村                      | 浦里村                     | 浦里村                       | 浦里村                          | 浦里村                       | 昭和32年3月31日 川西村      | 昭和48年4月1日 上田市に編入 | 平成18年3月6日 上田市       | 上田市 |
| 越戸村     | 越戸村     | 越戸村                 | 越戸村                | 越戸村                        | 浦里村                     | 浦里村                       | 浦里村                          | 浦里村                       | 昭和32年3月31日 川西村      | 昭和48年4月1日 上田市に編入 | 平成18年3月6日 上田市       | 上田市 |
| 馬越村     | 馬越村     | 馬越村                 | 馬越村                | 明治15年10月20日 改称 浦野町  | 浦里村                     | 浦里村                       | 浦里村                          | 浦里村                       | 昭和32年3月31日 川西村      | 昭和48年4月1日 上田市に編入 | 平成18年3月6日 上田市       | 上田市 |
| 当郷       | 当郷       | 当郷                   | 当郷                  | 当郷                          | 浦里村                     | 浦里村                       | 浦里村                          | 浦里村                       | 昭和32年3月31日 青木村      | 青木村                      | 青木村                      | 青木村 |
| 沓掛村     | 沓掛村     | 沓掛村                 | 沓掛村                | 沓掛村                        | 青木村                     | 青木村                       | 青木村                          | 青木村                       | 昭和32年3月31日 青木村      | 青木村                      | 青木村                      | 青木村 |
| 殿戸村     | 殿戸村     | 殿戸村                 | 殿戸村                | 殿戸村                        | 青木村                     | 青木村                       | 青木村                          | 青木村                       | 昭和32年3月31日 青木村      | 青木村                      | 青木村                      | 青木村 |
| 夫神村     | 夫神村     | 夫神村                 | 夫神村                | 夫神村                        | 青木村                     | 青木村                       | 青木村                          | 青木村                       | 昭和32年3月31日 青木村      | 青木村                      | 青木村                      | 青木村 |
| 村松郷     | 村松郷     | 村松郷                 | 村松郷                | 村松郷                        | 青木村                     | 青木村                       | 青木村                          | 青木村                       | 昭和32年3月31日 青木村      | 青木村                      | 青木村                      | 青木村 |
| 中挟村     | 中挟村     | 明治8年 田沢村         | 田沢村                | 田沢村                        | 青木村                     | 青木村                       | 青木村                          | 青木村                       | 昭和32年3月31日 青木村      | 青木村                      | 青木村                      | 青木村 |
| 中村       |            | 明治8年 田沢村         | 田沢村                | 田沢村                        | 青木村                     | 青木村                       | 青木村                          | 青木村                       | 昭和32年3月31日 青木村      | 青木村                      | 青木村                      | 青木村 |
| 入田沢村   |            | 明治8年 田沢村         | 田沢村                | 田沢村                        | 青木村                     | 青木村                       | 青木村                          | 青木村                       | 昭和32年3月31日 青木村      | 青木村                      | 青木村                      | 青木村 |
| 奈良本村   | 奈良本村   | 奈良本村               | 奈良本村              | 奈良本村                      | 青木村                     | 青木村                       | 青木村                          | 青木村                       | 昭和32年3月31日 青木村      | 青木村                      | 青木村                      | 青木村 |

## 行政
歴代郡長
| 代 | 氏名       | 就任年月日               | 退任年月日                | 備考                   |
| -- | ---------- | ------------------------ | ------------------------- | ---------------------- |
| 1  | 師岡政挙   | 明治12年（1879年）1月4日 |                           |                        |
| 2  | 懸山渓水   | 明治14年（1881年）1月    |                           |                        |
| 3  | 師岡政挙   | 明治15年（1882年）6月    |                           | 初代の再任             |
| 4  | 関口友愛   | 明治19年（1886年）8月    |                           |                        |
| 5  | 中島精一   | 明治23年（1890年）5月    |                           |                        |
| 6  | 小島義知   | 明治32年（1899年）2月    |                           |                        |
| 7  | 武井一郎   | 明治35年（1902年）6月    |                           |                        |
| 8  | 黒川光徳   | 明治43年（1910年）12月   |                           |                        |
| 9  | 安藤貞久   | 大正3年（1914年）3月     |                           |                        |
| 10 | 石川斧太郎 | 大正5年（1916年）11月    |                           |                        |
| 11 | 木下信     | 大正6年（1917年）6月     |                           |                        |
| 12 | 安藤兎毛喜 | 大正7年（1918年）7月     |                           |                        |
| 13 | 白石喜太郎 | 大正13年（1924年）3月    |                           |                        |
| 14 | 阿蘇温蔵   | 大正13年（1924年）10月   | 大正15年（1926年）6月30日 | 郡役所廃止により、廃官 |